# Relations entre la France et le Pérou
Les relations franco-péruviennes désignent les liens, échanges, confrontations, collaborations et rencontres, d’ordre économique, diplomatique, et culturel, qu’ont entretenu hier et entretiennent aujourd’hui la France et le Pérou.

## Histoire
Les relations diplomatiques entre la France et le Pérou ont été établies en 1852. Mais dès le XVIe siècle, la France montra un intérêt particulier pour ce pays qui représentait alors l'abondance et la richesse minière. Même si la présence de Français au Pérou est attestée peu de temps après la conquête espagnole du pays comme en témoigne l'exécution de Matheus Saladé en 1573, première victime de l'Inquisition espagnole à Lima, ce n'est qu'au siècle suivant que les contacts devinrent plus fréquents, avec l'arrivée de navigateurs et de négociants français sur les côtes péruviennes, en particulier à Concepción, Arica ou Pisco où les commerçants établirent des magasins dans l'attente de la venue des marchands de Lima ou du Haut-Pérou. La France nomma en 1827 son premier consul au Pérou, afin de faciliter les échanges commerciaux et reconnut en 1831 l'indépendance du pays vis-à-vis de l'Espagne. L'émigration française paraît mineure en comparaison avec d'autres mouvements migratoires du XIXe siècle mais la communauté française est néanmoins à Lima la quatrième communauté étrangère (2676 d'après le recensement de 1876). Après l'établissement de relations diplomatiques, elle joua aussi un rôle de médiateur important lors de l'occupation des îles Chincha par l'Espagne, en 1866 ou lors de la Guerre du Pacifique, durant laquelle, d'ailleurs, des soldats français combattirent aux côtés des Péruviens. C'est durant cette guerre que le contre-amiral Dupetit-Thouars empêcha la destruction de Lima.
Le XIXe siècle a vu croître entre les deux pays une coopération culturelle, scientifique et militaire, grâce à l'arrivée de nouveaux migrants français. Durant la Seconde Guerre mondiale, le Pérou reconnut le gouvernement en exil du général de Gaulle en établissant en Algérie une délégation diplomatique auprès du Comité de la Libération nationale. Les représentations réciproques ont été élevées au rang d'ambassades peu après la guerre.
Durant la seconde moitié du XXe siècle, la coopération s'est renforcée et diversifiée, malgré une anicroche en 1973, due à la rupture des relations diplomatiques à la suite des essais nucléaires de la France dans le Pacifique. Ces relations se sont normalisées en 1975.
Un accord-cadre de coopération a été signé avec la France en 2003 par le président Alejandro Toledo.

## Tourisme et immigration
Au 31 décembre 2016, 3 921 Français sont inscrits sur les registres consulaires au Pérou. Environ 70 000 touristes français visitent le pays chaque année.